# Гумбсгайм
Гумбсгайм (нім. Gumbsheim) — громада в Німеччині, розташована в землі Рейнланд-Пфальц. Входить до складу району Альцай-Вормс. Складова частина об'єднання громад Вельштайн.
Площа — 3,34 км2. Населення становить 617 ос. (станом на 31 грудня 2020).